# 弗朗茨·鲁夫
弗朗茨·鲁夫（Franz Ruff，1906年—1979年）是纳粹德国时期的一位建筑师。弗朗茨·鲁夫在其父于1934年去世后接替他完成了纽伦堡的全国党代会集会场的建造工作。他還为纳粹政权设计過其他代表性建筑。1944年，国民教育与宣传部将鲁夫列入神赐天赋名单。